# 陸奧圓明流外傳 修羅之刻
《陸奧圓明流外傳 修羅之刻》（日语：陸奥圓明流外伝 修羅の刻），簡稱《修羅之刻》，由川原正敏所創作的日本漫畫作品。曾改編為動畫與小說。是川原正敏另一部漫畫作品《修羅之門》之外傳。由1989年講談社《月刊少年Magazine－7月號》開始不定期連載。台灣中視 2006/4/22週六、日首播18:00--19:00
《陸奧圓明流外傳 修羅之刻》記錄著陸奧家族與日本歷史上每個強者的相遇及格鬥的事蹟。

## 劇情簡介
「修羅」，是個愛向諸天神明挑戰，以戰鬥度日，戰鬥時不會佩帶盔甲、不使用武器的武神、破壞神。修羅擁有三個頭、六條手臂，而三個頭分別代表着「憤怒」、「悲傷」、「意志」。
在日本有一個以「千年不敗」自居的家族－「陸奧」，他們修煉著一套習殺人技藝於一體、被喻為「修羅」技藝的武學：「陸奧圓明流」。稱為「陸奧」的人，為了勝利、為了打倒敵人，從來沒有任何顧忌，會毫不留情、並以「修羅」的姿態及技藝面對敵人。「陸奧」有一個家族傳統，只有最強的人才有資格冠上「陸奧」這個名號；所以，他們一代接一代，千年以來，於不同時代挑戰著不同的強者。
正時值江户時代初期，在德川幕府剛剛完成统一的日本國内，是一個亂世中還擁有着理想的人們比拚自己本領、賭上自己生命戰鬥的时代。在這些人中，有著最高呼聲的巨人宫本武藏遇上了修羅。這是一場以最强者為目標的、男人之間宿命的對决。

## 章節

### 【陸奧八雲之章】
「關原戰爭之後，已經過了十數年。

如今，天下的趨勢也穩定了下來。

不過，戰亂的氣息，還是在吹拂著。

就在這個時代，產生一位使用修羅技巧的男人！」
宮本武藏篇
- 陸奧 八雲 (27代陸奧)
束著一大攝頭髮，穿著無袖子的破舊道袍，在腰間插著一柄小太刀的「陸奧」，四處遊歷找尋可以擊敗自己的高手，在山裡的山茶屋吃飯時，遇上了被人追殺的詩織及正在日本四處流浪的劍客宮本武藏。
- 吉祥丸/詩織
年收三萬石的城池城主，因為有一個貪戀權位的叔父，總是派殺手來刺殺自己的姪子謀取其名下城池，只好盡量躲藏在自己的城裡過活。
- 宮本武藏
與兵法名宿吉岡家族三戰全勝的對決後，在日本已經極具名氣的劍客及兵法家。
- 宮本伊織（日语：宮本伊織）
追隨在武藏身邊的徒弟。
- 沢庵宗彭
- 九鬼數馬
九鬼無雙流之長子，受雇於安藝國福島家的護衛教頭。
- 九鬼源次郎
九鬼無雙流之次子，性格怪異但有著非比尋常的劍術。
- 九鬼新三郎
九鬼無雙流之三子，詭計多端的兵法家。
- 安藝國年收五十萬石的福島家的公主。
- 柳生兵馬
懂得〈裹柳生〉的《柳生新陰流》門人，受到詩織叔父收買的殺手。

### 【陸奧出海之章】
「不知有多少年輕人，在等待著日本的黎明到臨，賭注了所有的青春，

曾經，有過這樣的年代…

後來的人，稱呼這個時代為《幕末》！」
風雲幕末篇
- 陸奧 出海 (36代陸奧)
留有一頭蓬髮，而後腦勺卻束著一條小馬尾，腰間帶有一柄小太刀，有著整潔外表的「陸奧」，在土佐藩邸的御前比賽中，見識到坂本龍馬這個人。
- 坂本龍馬
土佐藩的一個鄉士，《北辰一刀流》千葉定吉道場的門生，曾被師傅千葉定吉稱為「劍道天才」，後成為日本明治维新的志士。
- 千葉佐奈子《北辰一刀流》千葉定吉的女兒，
- 沖田總司
《天然理心流》試衛館主人近藤周助的入門弟子，被稱為無比的天才劍士，新選組的重要人物。
- 土方歲三
《天然理心流》試衛館主人近藤周助的入門弟子，新選組的鬼副長，德川幕府和武士道精神的末代武士之代表人物。
- 近藤勇
《天然理心流》試衛館主人近藤周助的養子，土方歲三的好友，新選組的局長。
- 武市半平太 
土佐藩擁有「白札」身分的一個鄉士，坂本龍馬的遠房親戚，後組成土佐勤王黨。
- 中岡慎太郎
武市開設的劍術道場的門生，後加入由武市所組成的土佐勤王黨。
- 阿蘭

### 【陸奧雷之章】
「時間繼續的流轉…

坂本龍馬走了！沖田總司逝世了！土方歲三也離開了！

時間還是沒有停下腳步…明治…

文明開化的時代一步步地接近了…」
美國西部篇
- 雷
「風雲幕末編」陸奧 出海的弟弟
- 吉哥馬伊茲
- 妮姬
- 懷特 亞普

### 【陸奧天斗之章】
「十九年後，德川家三代將軍家光，

遵循法度、任用賢臣、造成治世…

這段時期為德川家未來二百六十餘年的霸業奠定了穩固的基礎…」
寬永御前比賽篇
- 陸奧 天斗（28代陸奧）
- 圓(真田幸村之九女)
- 宮本伊織（日语：宮本伊織）
- 柳生十兵衛
- 南光坊天海
- 德川家光
- 柳生利厳
- 柳生宗矩
- 田宮 長勝
- 小野 忠常
- 高田 又兵衛
- 真田 幸村
- 佐助

### 【陸奧鬼一之章】
「平治元年，有一名男嬰誕生了…

其父是源氏的棟樑－源義朝，其母是九條院雜仕，

據聞乃是由千名京城美女化中，脫穎而出之唯一一人，常盤御前。

對父親而言，是第九位男孩，對母親而言，則是第三位孩子，

這孩子的名字—叫做牛若。」
源義經篇
- 陸奧鬼一(9代)
- 靜(鬼一的親妹妹/源義經的妻子/虎一之母)
- 源赖朝
- 北條政子
- 源義仲
- 源九郎義經
- 武藏坊弁慶
- 伊勢三郎
- 佐藤忠信（日语：佐藤忠信）
- 佐藤嗣信（日语：佐藤継信）
- 藤原秀衡
- 藤原泰衡
- 藤原国衡（日语：藤原国衡）
- 平知盛
- 平教經
- 湛增（日语：湛増）
- 畠山重忠（日语：畠山重忠）
- 梶原景時

### 【陸奧辰巳之章】
「一五五二年（天文二十一年）三月，下克上的時代，

於尾張身體力行持續擴展勢力的織田信秀，

壯志未酬身先死，享年四十一歲…

咸信織田家的野心已經瓦解…然而，

之後人們才知道，這並不是結束，而是一切的開始。」
織田信長篇
- 陸奧辰巳(25代陸奧)
- 織田信長
- 琥珀(信長之妹/琥彥、珀彥之母)
- 林秀貞
- 歸蝶(信長之妻)
- 虎彥(珀彥之兄、初代不破)
- 珀彥(琥彥之弟、26代陸奧)
- 木下 藤吉郎
- 明智 光秀
- 雑賀 孫一
- 本願寺 顕如
- 今川 義元
- 武田 信玄

### 【陸奧天兵之章】
「自德川幕府被打倒之時起，

經歷了幾個度星霜，

連江戶之名都已風化的街上，

有一名獨自漫步的男子，

其名為......」
西鄉四郎篇
- 陸奧天兵(37代陸奧)
- 西郷 四郎
- 陸奧出海 (36代陸奧，天兵之父)

### 【陸奧左近之章】
「江戶時期，

於信州之地，

御前相撲正戰至如火如荼。

然而，即使是這英才輩出的時代，

仍舊會有更加與眾不同之人......」
雷電為右衛門篇
- 陸奧左近
- 雷電為右衛門
- 葉月（左近之女）
- 陸奧兵衛（葉月之子，左近的下一代陸奧）

### 【昭和篇】
「有這麼一種說法...

生物即為遺傳因子的載體

同樣的也有作為繼承意志的容器，

譜寫歷史上人們的存在，

這一滴成為河川，削磨山谷，搬運石塊，

總有一天河川會被分流，又再次交錯，然後注入大海。」
- 現（不破幻齋的弟弟，並未繼承不破的名號，冬彌與九十九的父親）
- 謙信前田
- 陸奧真玄（當代的陸奧）
- 靜流（真玄之女）
- 冬彌（現與靜流之子）
- 陸奧九十九（現與靜流之子）

## 出版書籍
東立代理將前十集列為第一部。
| 卷數      | 講談社         | 講談社                 | 東立出版社     | 東立出版社             |
| 卷數      | 發售日期       | ISBN                   | 發售日期       | ISBN                   |
| --------- | -------------- | ---------------------- | -------------- | ---------------------- |
| 1         | 1990年2月13日  | ISBN 978-4-06-302293-3 |                | ISBN 957-34-1877-0     |
| 2         | 1990年10月11日 | ISBN 978-4-06-302316-9 |                | ISBN 957-34-1878-9     |
| 3         | 1991年10月11日 | ISBN 978-4-06-302345-9 |                | ISBN 957-34-1879-7     |
| 4         | 1992年12月11日 | ISBN 978-4-06-302377-0 |                | ISBN 957-34-1880-0     |
| 5         | 1994年4月13日  | ISBN 978-4-06-302423-4 |                | ISBN 957-34-1881-9     |
| 6         | 1994年5月10日  | ISBN 978-4-06-302429-6 |                | ISBN 957-34-2151-8     |
| 7         | 1997年6月13日  | ISBN 978-4-06-333574-3 |                | ISBN 957-34-6039-4     |
| 8         | 1997年9月13日  | ISBN 978-4-06-333589-7 |                | ISBN 957-34-6040-8     |
| 9         | 1997年11月14日 | ISBN 978-4-06-333597-2 |                | ISBN 957-34-6041-6     |
| 10        | 1998年2月13日  | ISBN 978-4-06-333612-2 |                | ISBN 957-34-7072-1     |
| 11        | 2001年11月14日 | ISBN 978-4-06-333795-2 | 2002年3月19日  | ISBN 986-11-0161-6     |
| 12        | 2002年2月12日  | ISBN 978-4-06-333808-9 | 2002年10月9日  | ISBN 986-11-1005-4     |
| 13        | 2002年6月14日  | ISBN 978-4-06-333827-0 | 2002年11月16日 | ISBN 986-11-1142-5     |
| 13 黑暗篇 | 2002年6月14日  | ISBN 978-4-06-333828-7 | 2002年11月16日 | ISBN 986-11-1214-6     |
| 14        | 2004年1月15日  | ISBN 978-4-06-333919-2 | 2004年4月23日  | ISBN 986-11-4239-8     |
| 15        | 2006年1月15日  | ISBN 978-4-06-371021-2 | 2006年3月22日  | ISBN 986-11-8188-1     |
| 16        | 2016年1月15日  | ISBN 978-4-06-392505-0 | 2020年12月11日 | ISBN 978-957-26-3443-1 |
| 17        | 2016年4月15日  | ISBN 978-4-06-392521-0 | 2023年4月13日  | ISBN 978-957-26-3444-8 |
| 18        | 2019年8月16日  | ISBN 978-4-06-516827-1 |                |                        |
| 19        | 2019年11月15日 | ISBN 978-4-06-517684-9 |                |                        |
| 20        | 2024年4月17日  | ISBN 978-4-06-535294-6 |                |                        |
| 21        | 2024年5月16日  | ISBN 978-4-06-535556-5 |                |                        |
| 22        | 2024年6月17日  | ISBN 978-4-06-535555-8 |                |                        |
| 23        | 2025年7月16日  | ISBN 978-4-06-540105-7 |                |                        |
| 24        | 2025年8月12日  | ISBN 978-4-06-540325-9 |                |                        |

愛藏版
| 副標題               | 講談社        | 講談社                 |
| 副標題               | 發售日期      | ISBN                   |
| -------------------- | ------------- | ---------------------- |
| 宮本武蔵編           | 2004年3月21日 | ISBN 978-4-06-364568-2 |
| 寛永御前試合編（壱） | 2004年4月25日 | ISBN 978-4-06-364574-3 |
| 寛永御前試合編（弐） | 2004年5月23日 | ISBN 978-4-06-364578-1 |
| 風雲幕末編（壱）     | 2004年6月23日 | ISBN 978-4-06-364581-1 |
| 風雲幕末編（弐）     | 2004年7月25日 | ISBN 978-4-06-364587-3 |

文庫版
| 冊數 | 講談社         | 講談社                 |
| 冊數 | 發售日期       | ISBN                   |
| ---- | -------------- | ---------------------- |
| 1    | 2013年8月9日   | ISBN 978-4-06-370934-6 |
| 2    | 2013年8月9日   | ISBN 978-4-06-370935-3 |
| 3    | 2013年9月12日  | ISBN 978-4-06-370941-4 |
| 4    | 2013年9月12日  | ISBN 978-4-06-370942-1 |
| 5    | 2013年10月11日 | ISBN 978-4-06-370943-8 |
| 6    | 2013年10月11日 | ISBN 978-4-06-370944-5 |
| 7    | 2013年11月12日 | ISBN 978-4-06-384953-0 |
| 8    | 2013年11月12日 | ISBN 978-4-06-384954-7 |
| 9    | 2013年12月12日 | ISBN 978-4-06-384958-5 |

### 相關書籍
小說
- 修羅の刻（壱）―陸奥圓明流外伝―

1995年9月18日發售、ISBN 978-4-06-324308-6
完全導讀
- 陸奥圓明流外伝 修羅の刻 パーフェクトガイド：2004年6月17日發售、ISBN 978-4-06-334860-6

## 小說
1995年9月發行。以第一部【陸奧八雲之章－宮本武蔵篇】為小說版故事，文字作者及插畫為原作者川原正敏本人。小說故事跟原著漫畫大致相同，但亦相對地加插了一個有關八雲、沢庵宗彭、詩織與九鬼家族的新場面。

## 電視動畫
動畫《陸奧圓明流 修羅之刻》以漫畫《修羅之刻》第一章，宫本武藏篇（陸奧 八雲）、風雲幕末篇－坂本 龍馬+新撰組篇（陸奧 海）及寬永御前比武篇－宫本伊織+柳生十兵衛篇（陸奧 天斗）進行改編，於2004年4月開始在東京電視台播出。

### 配音員
陆奥出海 － 聲演：乡田穗积
陆奥八云 － 聲演：高桥广树
陆奥天斗 － 聲演：游佐浩二
圆 － 聲演：铃木真仁
沖田總司 － 聲演：中村悠一
土方歲三 － 聲演：楠大典
宫本武藏 － 聲演：松山鹰志
柳生但馬守宗矩 － 聲演：龟山助清
佐助 － 聲演：宫泽正
伊織 － 聲演：菊池心
宫本伊織 － 聲演：池边浩司

### 製作團隊
- 監督 - 三澤伸
- 系列構成 - 武上純希
- 人物設計、總作畫監督 - 浜津武広
- 美術監督 - 西倉力
- 色彩設計 - 津守裕子
- 攝影監督 - 森下成一、武原健二
- 編輯 - 小島俊彦
- 音響監督 - 松岡裕紀
- 音樂 - 蓑部雄崇
- 製作人 - 具嶋朋子→森村祥子、板橋秀徳、大井守
- 動畫製作人  - 茂垣弘道
- 動畫製作 - STUDIO COMET
- 製作 - 東京電視台、創通映像、Marvelous

### 主題曲
片頭曲「identity」
作詞・作曲 - 木谷雅 / 編曲 - sacra & 平川達也 / 歌 - sacra
片尾曲「夏日星」
作詞 - 田中渉 / 作曲 - 飛澤正人 / 編曲 - 西川進 / 歌 - 大沢あかね

### 各話列表
| 話話 | 日文標題 | 中文標題           | 腳本            | 分鏡              | 演出     | 作畫監督        | 播放日期      |
| ---- | -------- | ------------------ | --------------- | ----------------- | -------- | --------------- | ------------- |
| 1    |          | 如雲般的男子       | 武上純希        | 三澤伸            | 南康宏   | 浜津武広        | 2004年 4月6日 |
| 2    |          | 天下無雙之器       | 武上純希        | 吉川浩司          | 吉川浩司 | 興村忠美        | 4月13日       |
| 3    |          | 烈風的鎖鐮         | 早川正          | 湖山禎崇 工藤柾輝 | 湖山禎崇 | 工藤柾輝        | 4月20日       |
| 4    |          | 重逢               | 武上純希        | 葛谷直行          | 米田光宏 | 小菅和久        | 4月27日       |
| 5    |          | 黑暗的兵法         | 武上純希        | 土屋日            | 山崎友正 | 小林勝利        | 5月4日        |
| 6    |          | 三本松的決鬥       | 早川正          | 南康宏            | 南康宏   | 青野厚司        | 5月11日       |
| 7    |          | 決鬥到極限的人     | 武上純希        | 吉川浩司          | 吉川浩司 | 興村忠美        | 5月18日       |
| 8    |          | 天斗與圓           | 武上純希        | 湖山禎崇          | 湖山禎崇 | 工藤柾輝        | 5月25日       |
| 9    |          | 那名男子是梟雄     | 武上純希 早川正 | 米田光宏          | 米田光宏 | 小菅和久        | 6月1日        |
| 10   |          | 圍繞陸奧的權謀     | 武上純希        | 橋本昌和          | 橋本昌和 | 佐藤雅弘        | 6月8日        |
| 11   |          | 奔流而下的瀑布     | 武上純希 早川正 | 土屋日            | 山崎友正 | 滝川和男        | 6月15日       |
| 12   |          | 寬永御前比武       | 早川正          | 吉川浩司          | 吉川浩司 | 興村忠美        | 6月22日       |
| 13   |          | 繼承者             | 武上純希        | 菱川直樹          | 南康宏   | 青野厚司        | 6月29日       |
| 14   |          | 怪物               | 武上純希        | 湖山禎崇          | 湖山禎崇 | 伊藤秀樹        | 7月6日        |
| 15   |          | 沈睡之龍           | 武上純希        | 米田光宏          | 米田光宏 | 小菅和久        | 7月13日       |
| 16   |          | 大海的志士         | 早川正          | 松澤健一          | 山本秀世 | 鈴木大 佐藤雅弘 | 7月20日       |
| 17   |          | 新撰組             | 武上純希        | 高林久弥          | 滝川和男 | 滝川和男        | 7月27日       |
| 18   |          | 龍的化身           | 武上純希        | 吉川浩司          | 吉川浩司 | 興村忠美        | 8月3日        |
| 19   |          | 暗夜海戰           | 早川正          | 三澤伸            | 南康宏   | 青野厚司        | 8月10日       |
| 20   |          | 示現流的刺客       | 武上純希        | 高林久弥          | 米田光宏 | 小菅和久        | 8月17日       |
| 21   |          | 我的朋友，阪本龍馬 | 武上純希        | 湖山禎崇          | 湖山禎崇 | をがわいちろを  | 8月24日       |
| 22   |          | 再會了，朋友       | 早川正          | 湖山禎崇          | 松本剛   | 滝川和男        | 8月31日       |
| 23   |          | 約定               | 早川正          | 吉川浩司          | 吉川浩司 | 興村忠美        | 9月7日        |
| 24   |          | 如雪一般           | 武上純希        | 米田光宏          | 米田光宏 | 米田光宏        | 9月14日       |
| 25   |          | 前往北方           | 早川正          | 伊藤秀樹          | 三浦唯   | 小菅和久        | 9月21日       |
| 26   |          | 鬼與修羅           | 武上純希        | 三澤伸            | 三澤伸   | 浜津武広        | 9月28日       |

## 相關產品
- 《陸奧圓明流外傳 修羅之刻》角子機 （页面存档备份，存于）

## 外部連結
- 東京電視台《陸奧圓明流外傳 修羅之刻》介紹頁面 （页面存档备份，存于）